# Darja Mahotkin
Darja Mahotkin (* 1992 in Bochum, Nordrhein-Westfalen) ist eine deutsche Film- und Theaterschauspielerin.

## Leben
Darja Mahotkin wuchs in Bochum auf, wo sie am Schauspielhaus Bochum auf der Bühne stand. Sie absolvierte eine Schauspielausbildung an der Hochschule für Musik und Theater Hannover und belegte Schauspielunterricht bei Susan Batson und Frank Betzelt sowie Screenacting an der Filmakademie Baden-Württemberg. 2020 wurde der Schwarzwald-Tatort Ich hab im Traum geweinet (Regie: Jan Bonny) ausgestrahlt, in welchem sie die Hauptrolle übernahm. Ihre Darstellung der traumatisierten Ex-Prostituierten Romy Schindler erregte große Aufmerksamkeit und erhielt zahlreiche positive Kritiken. 2021 war sie als Sabine in der von Christian Ulmen produzierten Comedy-Serie jerks. zu sehen. In Jenseits der Spree stand sie 2021 neben Jürgen Vogel vor der Kamera und verkörperte die Rolle der drogenabhängigen Lena Purstedt, für ihre Darstellung wurde sie 2022 für den Deutschen Schauspielpreis nominiert.

## Filmografie (Auswahl)
- 2017: Erster Tag Kosmos, Regie: Thomas Köhling (Spielfilm)
- 2017: Die Pfefferkörner – Nächstes Level, Regie: Florian Schneller (Fernsehserie)
- 2017: Quick'n'Clean – Regie: Maria Neheimer (Kurzfilm)
- 2018: Großstadtrevier – die Mafia, Regie: Bettina Schoeller (Fernsehserie)
- 2018: Dogs of Berlin, Regie: Christian Alvart (Fernsehserie)
- 2018: Tanken – Mehr als Super, Regie: Marc Schlegel, Joseph Orr (Comedy-Serie, 2 Episoden)
- 2019: Pandas Don’t Cry, Regie: Gina Wenzel (Webserie)
- 2020: Tatort: Ich hab im Traum geweinet, Regie: Jan Bonny
- 2021: SOKO Potsdam (Fernsehserie, Folge Küsse in St Tropez)
- 2021: Jerks, Regie: Christian Ulmen, (Comedy-Serie)
- 2021: Jenseits der Spree, Regie: Neleesha Barthel (Fernsehreihe)
- 2022: Bruch, Regie: Maximilian Karakatsanis (Kurzfilm)
- 2023: Sonderlage, Regie: Andreas Senn (Fernsehreihe)
- 2024: SOKO Leipzig (Fernsehserie, Folge In Obhut)
- 2024: Ein starkes Team: Und vergib ihnen ihre Schuld
- 2024: Tatort: Unter Gärtnern
- 2024: In aller Freundschaft – Die jungen Ärzte (Fernsehserie, Folge Versprechen)
- 2024: Der Fleck
- 2025: Tatort: Abstellgleis (Fernsehreihe)

## Theater (Auswahl)
- 2017 Betrunkene – Regie: Stephan Rottkamp, Staatstheater Braunschweig[11]
- 2019 Wassa Schelesnowa – Regie: Aureliusz Smigiel, Deutsches Theater Göttingen[12]
- 2020 Die Auswirkung der Zentrifugalkraft, Regie: Leo Schenkel, Frankfurt LAB[11]

## Hörspiele (Auswahl)
- 2020: Über das Unheimliche, Regie: Alexander Schuhmacher, SWR2[2]
- 2020: Sivan Ben Yishai: Papa liebt dich, Regie: Mazlum Nergiz, Deutschlandfunk Kultur[2]

## Auszeichnungen und Nominierungen
- 2022 Nominiert für den Deutschen Schauspielpreis der Kategorie episodische Rolle für Jenseits der Spree[10]